# Paracerapus comparativus
Paracerapus comparativus is een vlokreeftensoort uit de familie van de Ischyroceridae. De wetenschappelijke naam van de soort is voor het eerst geldig gepubliceerd in 1975 door Kudrjashov.